# 레인디어 게임
《레인디어 게임》(영어: Reindeer Games 혹은 영어: Deception)은 2000년 개봉한 미국의 액션 스릴러 영화이다. 존 프랭컨하이머가 연출하고, 벤 애플렉, 게리 시니스, 샬리즈 세런 등이 출연하였다. 개봉 후 평단으로부터 좋지 않은 평가를 받았다.

## 줄거리
한 미시간주 교도소에서 줄소를 앞둔 루디와 닉은 닉이 편지를 주고받고 있는 애슐리라는 여성에 대해 이야기를 나눈다. 닉은 출소 후 애슐리를 만날 생각이며, 루디는 가족과 크리스마스를 보내고 싶어한다. 그러나 교도소 내에서 싸움이 벌어지고, 닉은 루디를 보호하다가 죽는다. 출소 후 루디는 닉으로 위장하여 애슐리를 만나고, 둘은 외딴 오두막에서 하룻밤을 보낸다.
곧 이들은 애슐리의 오빠인 갱단 두목 게이브리얼에게 납치를 당한다. 게이브리얼은 닉이 과거에 일했던 카지노를 털 계획을 세웠으며, 루디를 닉으로 믿고 이용하려 한다. 루디는 자신이 닉이 아니라고 항변하지만, 애슐리는 게이브리얼이 닉을 이용할 작정인 걸 알면서 일부러 닉에게 편지를 보냈다고 밝힌다. 카지노에 대해 아무 것도 모른다는 게 밝혀지면 살해될 것을 깨달은 루디는 어쩔 수 없이 닉 행세를 하며 강도 계획에 가담한다.
루디는 닉이 감옥에서 들려준 이야기들을 바탕으로 강도 계획을 세우고, 카지노 관리자 잭의 사무실에 있는 "파우와우 금고"에 가장 많은 돈이 있다고 거짓 정보를 흘린다. 카지노를 답사하는 과정에서 루디는 잭에게 발각될 뻔하지만 간신히 피한다. 게이브리얼은 루디를 협박하여 카지노 지도를 그리게 한다. 루디는 게이브리얼과 애슐리가 남매가 아니라 연인 관계임을 알게 된다.
카지노 강도는 루디가 그린 부정확한 지도 때문에 계획대로 흘러가지 못하고, 한 명이 사망한다. 잭이 루디를 알아보지 못하자 게이브리얼은 자신이 루디에게 속았음을 깨닫고 분노한다. "파우와우 금고"를 연 잭은 그 안에 들어있던 총을 잡고 난사를 시작하고, 난투극이 벌어진다.
결국 루디는 게이브리얼과 애슐리에게 잡혀 트럭에 갇힌다. 이들은 트럭에 약간의 돈을 담고 불을 질른 뒤 절벽에서 밀어내어 돈이 루디와 함께 전부 불탄 것처럼 위장하는 계획을 세운다. 그러나 애슐리는 갑자기 게이브리얼을 죽이고, 죽은 줄 알았던 닉이 나타난다. 사실 애슐리는 밀리 보벡이라는 이름의 공범으로, 처음부터 게이브리얼 갱단과 루디를 이용해 카지노를 털기로 닉과 공모를 했던 것이다.
루디는 차 운전대에 손이 묶이지만 미리 숨겨둔 칼로 결박을 풀고, 차를 후진시켜 닉의 다리를 부러뜨린다. 그리고 불붙은 차를 밀리에게 들이박아 밀리를 절벽 밑으로 내몰면서 본인은 운전석에서 탈출한다. 이어 루디는 닉이 들어있는 트럭을 절벽 아래로 추락시킨다.
루디는 현금을 챙기고 집에 돌아가는 길에 마주치는 우편함마다 한 뭉치씩 넣어준다. 가족들과 크리스마스 저녁 식사를 하며 루디는 비로소 행복한 크리스마스를 맞이한다.

## 출연진
- 벤 애플렉 - 루디 덩컨 역
- 샬리즈 세런 - 애슐리 머서 / 밀리 보벡 역
- 게리 시니스 - 게이브리얼 "몬스터" 머서 역
- 데니스 퍼리나 - 잭 뱅스 역
- 제임스 프레인 - 닉 캐시디 역
- 클래런스 윌리엄스 3세 - "멀린" 역
- 도널 로그 - "퍼그" 역
- 대니 트레이호 - "점피" 역
- 아이작 헤이스 - "주크" 역
- 데이나 스터블필드 - "디 앨러모" 역
- 고든 투투시스 - 올드 거버너 역
- 로니 채프먼 - 올드 타이머 역
- 애슈턴 쿠처 - 대학생 역
- 론 하이엇 - 재소자 역

## 우리말 녹음
SBS 성우진 (2002년 12월 15일)
- 안지환 - 루디(벤 애플렉)
- 강구한 - 게이브리얼(게리 시니스)
- 이선 - 애슐리(샬리즈 세런)
- 김태훈
- 유해무
- 문관일
- 오인성
- 김희선
- 안장혁
- 정훈석
- 류다무현

## 같이 보기
- 크리스마스 영화 목록